# Gorochovec
Gorochovec (anche traslitterata come Gorohovec, Gorokhovec, Gorokhovets) è una cittadina della Russia europea centrale (Oblast' di Vladimir), situata sul fiume Kljaz'ma, 150 km a est di Vladimir; è il capoluogo amministrativo del distretto omonimo.
Compare nelle cronache locali nel 1239, insediamento situato nella parte orientale del principato di Vladimir-Suzdal'; seguendo le vicende di questa entità politica, passa nel XV secolo sotto il dominio del principato di Mosca. Si sviluppa nei secoli successivi come centro commerciale raggiungendo una discreta prosperità. Al giorno d'oggi Gorochovec è un piccolo centro industriale e mercato agricolo per i prodotti delle zone circostanti.

## Società

### Evoluzione demografica
Fonte: mojgorod.ru
- 1897: 2.800
- 1939: 5.800
- 1959: 9.900
- 1979: 14.900
- 1989: 15.800
- 2007: 13.600